# Horbelev Kirke
Horbelev Kirke ligger i den nordlige udkant af Horbelev på Falster. Den er opført omkring år 1200 og var i den katolske tid helliget Sankt Peter.
På tårnets sydside finder man fire råt udhuggede hoveder, skabt med inspiration i folkevisen om Hr. Truels og hans døtre. I visen blev hans tre døtre myrdet af tre røvere, fordi de nægtede at gifte sig med dem, da:
"til Horbeløv kirke de ville gå, at høre Guds ord var deres attrå".